# Daty nowego i starego porządku

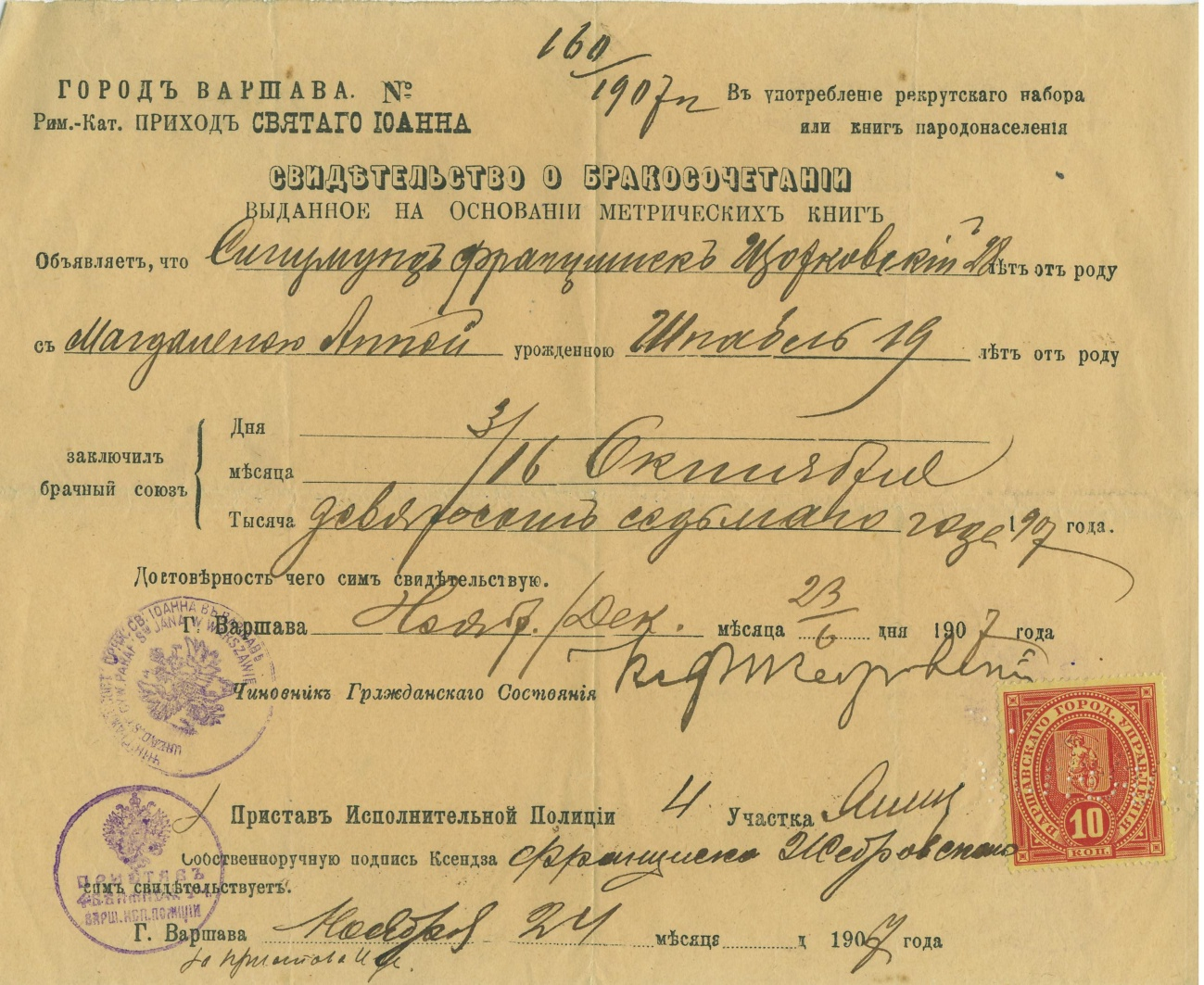
Podwójne datowanie na akcie ślubu, Warszawa 1907

Daty nowego i starego porządku (daty nowego stylu i starego stylu) – problem z dziedziny rachuby czasu związany z przechodzeniem poszczególnych krajów z kalendarza juliańskiego („starego porządku”) na gregoriański („nowego porządku”).

## Różnica dat nowego i starego porządku
Różnica dat pojawiła się wraz z wprowadzeniem kalendarza gregoriańskiego w październiku 1582 roku. Kalendarz gregoriański wprowadzono w związku z tym, że kalendarz juliański opóźniał się w stosunku do zjawisk astronomicznych. Zreformowany kalendarz pomijał 10 dat dni od 5 do 14 października, tak aby dzień równonocy wiosennej ponownie przypadał 21 marca. W roku 1582 dzień 4 października był tak samo oznaczony zarówno w kalendarzu juliańskim jak i gregoriańskim. Natomiast dzień następny był oznaczony jako 5 października kalendarza juliańskiego i jako 15 października kalendarza gregoriańskiego. Wtedy powstała różnica 10 dni w datowaniach tych kalendarzy. Różnica ta powiększała się o jeden dzień w latach 1700, 1800 i 1900, które nie były przestępnymi według nowego porządku (365 dni), ale były przestępnymi według kalendarza starego porządku (366 dni). W rezultacie od 1900 r. różnica wynosi 13 dni (lata 1600 i 2000 były przestępne w obu kalendarzach i różnica w datach nie zwiększyła się).
| Od dnia    | Do dnia    | Różnica dni |
| ---------- | ---------- | ----------- |
| —          | 04-10-1582 | 0           |
| 05-10-1582 | 28-02-1700 | 10          |
| 01-03-1700 | 28-02-1800 | 11          |
| 01-03-1800 | 28-02-1900 | 12          |
| 01-03-1900 | —          | 13          |

## Historia wprowadzenia
Ze względu na fakt, że zmiana ta dokonała się w różnych krajach w różnym czasie, daty zapisane na dokumentach wytworzonych np. w XVI-, XVII-, a nawet XVIII-wiecznej (z I połowy wieku) Wielkiej Brytanii nie były utożsamiane z tak samo zapisanymi datami w Hiszpanii, Portugalii, Włoszech, Polsce i Francji.

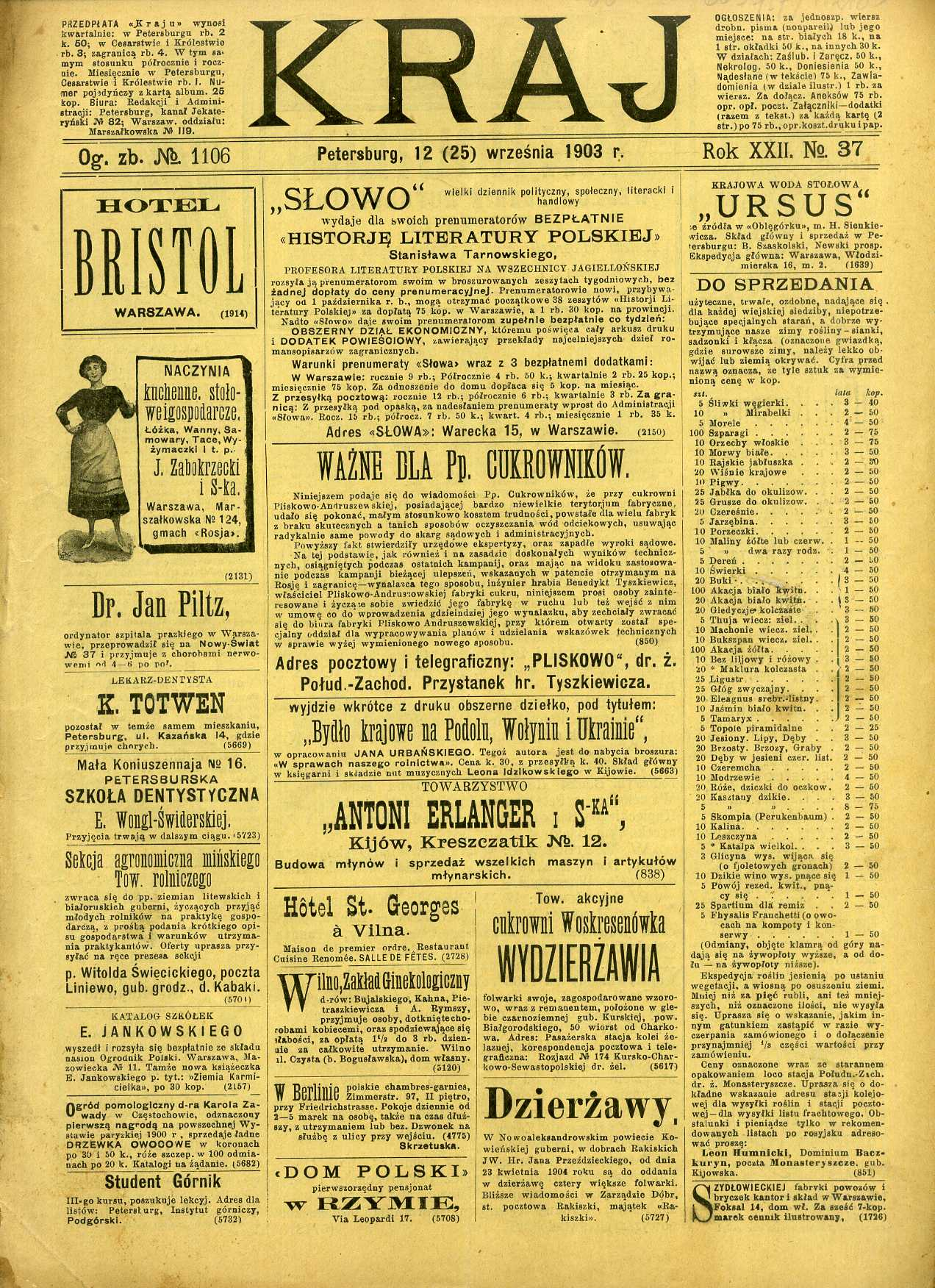
Numer tygodnika „Kraj” z 1903 r., z podwójnym datowaniem wydania

Wymienione kraje wprowadziły kalendarz gregoriański w 1582 (cztery pierwsze 4 października tego roku, Francja 20 grudnia, licząc według nowego porządku), Austria, Czechy, Śląsk (wchodzące w skład Monarchii Habsburgów) w 1584, protestancka część Niemiec w 1700, natomiast Wielka Brytania i jej imperialne posiadłości 14 „nowego” września 1752. Rosja zrobiła to jeszcze później: po rewolucji październikowej, 14 lutego 1918 (następującego po 31 stycznia starego porządku). Z ilustracji obok wynika, że w Przywiślańskim Kraju – w zaborze rosyjskim – w dokumentach urzędowych stosowano również datowanie podwójne. Niemal równocześnie zrobiły to prawosławne kraje bałkańskie – Rumunia, Serbia, Bułgaria i Grecja (ta ostatnia dopiero w 1924 roku) – a z krajów muzułmańskich Turcja i Egipt.

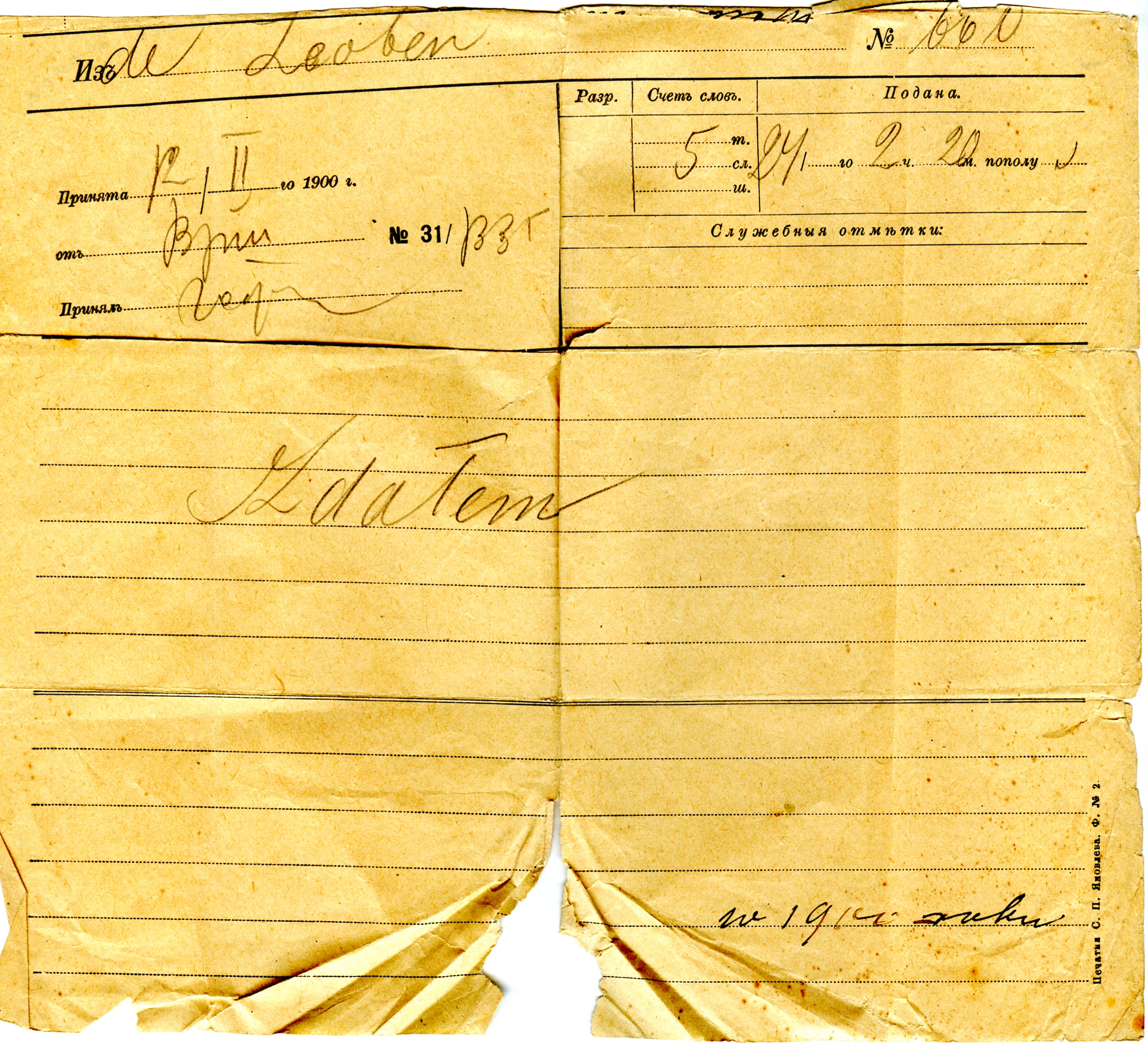
Telegram nadany z Leoben w Austrii do Warszawy w lutym 1900. Na rosyjskim formularzu widnieje (po lewej stronie, w rubryce Принята) data przyjęcia 12.2.1900 podana według obowiązującego w zaborze rosyjskim starego stylu; widoczna jest też data nadania (po prawej, w rubryce Подана), według używanego w Austrii kalendarza nowego stylu był to 24 lutego

Wynikające z tego nieporozumienia skutkują na przykład tym, że wspomniana rewolucja nosi nazwę „październikowej”, choć rozpoczęła się według rachuby obowiązującego w większości Europy i w Ameryce nowego porządku 7 listopada 1917 (a według obowiązującego wówczas w Rosji starego porządku juliańskiego – 25 października). Innym przykładem jest data śmierci Szekspira i Cervantesa, określana na 23 kwietnia 1616, choć w rzeczywistości Szekspir zmarł dziesięć dni po Cervantesie: Anglicy do zapisu daty śmierci Szekspira używają bowiem stosowanej tam wówczas rachuby starego stylu. Z kolei Wilhelm III Orański wypłynął w 1688 z Holandii 11 listopada, a wylądował w Brixham w Anglii 5 listopada, choć przecież nie mógł wkroczyć do Anglii przed wyruszeniem na wyprawę, tylko po prostu czas rozpoczęcia podróży liczony jest według nowej rachuby, a dokonania Wilhelma w Anglii – według starej.

## Początek roku kalendarzowego

### Wielka Brytania
Dodatkowe komplikacje biorą się jeszcze stąd, że choć początkiem roku kalendarzowego był w większości Europy 1 stycznia, to w Wielkiej Brytanii liczono go od dnia Zwiastowania, przypadającego 25 marca. Dlatego, na przykład, dzień śmierci Elżbiety I Tudor 24 marca przypadł w ostatni dzień roku 1602 według rachuby brytyjskiej, choć według rachuby obowiązującej w pozostałej części Europy był to 1603. Choć według nowego porządku juliański 24 marca przypadał w zapisie gregoriańskim 3 kwietnia, to przyjęło się zapisywać datę śmierci tej królowej bez korekty daty dziennej i miesięcznej, a jedynie ze skorygowanym (na 1603) rokiem. Podobnie datę egzekucji Karola I Stuarta zapisywaną niegdyś jako 30 stycznia 1648 koryguje się obecnie na 1649, ale bez doliczania dodatkowych dni do daty dziennej.

### Francja
Wraz z Wielkanocą, 25 marca był używany jako Nowy Rok w wielu krajach chrześcijańskich. Święto zostało przeniesione na 1 stycznia we Francji przez Karola IX w 1564 roku wraz z ogłoszeniem Edyktu z Roussillon.

## Podwójne datowanie
Aby uniknąć nieporozumień, podaje się niekiedy obie daty, w formacie [data juliańska]/[data gregoriańska], np.  „24 grudnia 1602/3 stycznia 1603” albo „25 października/7 listopada 1917”.
W ten sam sposób źródła polskie z XIX i początku XX wieku datowały wydarzenia zaszłe w zaborze rosyjskim: na ziemiach zabranych i w Królestwie Polskim. Podwójna datacja na terytorium Królestwa Polskiego została wprowadzona postanowieniem Rady Administracyjnej z  4/16 stycznia 1835 r., choć w praktyce pojawiła się wraz z utworzeniem Kongresówki. Kalendarz gregoriański (nowy styl) wyprzedza juliański (stary styl) o 13 dni (od 1900). W latach 1582–1699 różnica wynosiła 10 dni, w latach 1700–1799 – 11 dni, a w latach 1800–1899 – 12 dni. W miarę postępów rusyfikacji po upadku powstań listopadowego i styczniowego – stary styl stawał się stopniowo jedynym obowiązującym urzędowo sposobem datowania w tym zaborze. Sytuacja ta trwała do wycofania się Rosjan z Polski w 1915 pod naporem wojsk niemieckich i austriackich, a oficjalnie datowanie wyłącznie według kalendarza gregoriańskiego na ziemiach polskich odbitych z rąk rosyjskich wprowadził 21 marca 1915 r. Naczelny Wódz na Wschodzie von Hindenburg.

## Wprowadzenie 1 stycznia jako początku roku i kalendarza gregoriańskiego
| Kraj                                                                               | 1 stycznia jako pierwszy dzień roku | kalendarz gregoriański |
| ---------------------------------------------------------------------------------- | ----------------------------------- | ---------------------- |
| Imperium rzymskie                                                                  | 46 p.n.e.                           | —                      |
| Republika Wenecka                                                                  | 1522                                | 1582                   |
| Święte Cesarstwo Rzymskie Narodu Niemieckiego                                      | 1544                                | 1583                   |
| Rzeczpospolita Obojga Narodów, Hiszpania, Portugalia i katolicka część Niderlandów | 1556                                | 1582                   |
| Prusy                                                                              | 1559                                | 1700                   |
| Dania                                                                              | początek XIV wieku                  | 1700                   |
| Szwecja                                                                            | 1559                                | 1753                   |
| Francja                                                                            | 1564                                | 1582                   |
| Lotaryngia                                                                         | 1579                                | 1682                   |
| protestancka część Niderlandów                                                     | 1583                                | 1700                   |
| Szkocja                                                                            | 1600                                | 1752                   |
| Rosja                                                                              | 1700                                | 1918                   |
| Toskania                                                                           | 1721                                | 1750                   |
| Anglia                                                                             | 1752                                | 1752                   |
| Arabia Saudyjska                                                                   | 2016                                | 2016                   |